# マイケル・ジャクソンの外観
マイケル・ジャクソンの外観は、尋常性白斑によって肌が白くなっていき、整形手術によって鼻が変形していった。これにより、マイケルの外観に関する論争がマイケルの生涯にわたり続いた。

## 精神的苦痛

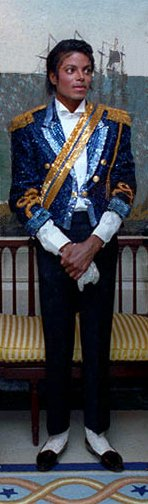
マイケル・ジャクソン（1984年5月）

彼は生涯にわたり、容姿の変化と健康問題、食事制限によるダイエットについてしばしば言及されてきた。1980年初期から半ばまでの思春期と成長による自然な容姿の変化は米メディアから注目の的とはならずに済んだが、1980年半ば、米メディアはマイケルの容姿の変化は年を取ることによる単なる自然の変化だけではないものだと気付き始める。肌の色は段々明るくなり、鼻と下顎が狭まり、体重は減少した。この変化は約20年間急激に続いた。
マイケル・ジャクソンは、1986年に医師により尋常性白斑、全身性エリテマトーデスと診断された。マイケルは、メイクで大きなシミを隠すことを選択した。同じ病気で苦しむ人の中でマイケルと同じ方法を取る人もいる。マイケルの肌が白くなったのはこの病気による治療のためである。
マイケルとその兄弟は思春期に父親から身体的・精神的暴力を受けていたことをBBCに証言した。父親は彼らを虐待していたことを認めた。マイケルは虐待について滅多に語ることはないが、そのことについて触れられたいくつかのインタビューで、感情的になり、父親に会う前には吐き気を催したと述べた。裁判中での文書で数人の精神科の医師はマイケルが精神的に10歳の状態にまで退行させられたと主張した。数人の医師は公式にマイケルが醜形恐怖症で苦しんでいると発表した。
健康の問題、体重の減少、ストレスと自然老化によってマイケルの容姿は変化した。彼の目標は「ダンサーの体型」になることであるとし、体重を落とし、ベジタリアンになることを決意した。処方された薬に浸り、依存症治療のためのリハビリに通ったこともまた彼の容姿に影響した。彼の生活の中で特に混乱した時期に、頻繁にそして同時に体重と薬の問題が浮上した。

## 整形
「マイケルは整形をしすぎているのではないか」とよく社会で言われている。アメリカ国内では整形はそれほど珍しいことではないが、彼の場合は元のアフリカ系アメリカ人の容貌からかけ離れてしまったために色々と言われる。これに関してもゴシップは多く、1992年にデイリー・ミラー紙がマイケルの顔を醜く加工した写真を掲載し話題となり、1998年正式に謝罪した。
整形をし始めたきっかけは1979年のステージの床に鼻をぶつけ骨折するという事故である。この事故のため手術せざるを得ない状況になり、その後発売されたアルバム『オフ・ザ・ウォール』のジャケットでは以前よりも小さくなった鼻を見ることができる。しかし、その手術が不適切だったとしてマイケルは呼吸困難を訴え、再手術が行われた。80年代初め頃、マイケルの整形を担当していたのはコマーシャル撮影時に負った熱傷を治療した、美容外科医スティーブン・ホフランだった。
マイケルは、彼の外観を修正するために複数回の形成外科手術を行った。『スリラー』のころには鼻が細くなり、『バッド』のころには顎に中裂が入り、鼻先が上を向くようになった。それからは鼻筋がどんどん細く、不自然に見える形となっていく。
これらの整形について、マイケルは2003年のドキュメンタリー番組『マイケル・ジャクソンの真実』のマーティン・バシールのインタビューで「覚えているだけで2回」「顔の変形は成長したんだ」「言われているほど整形はしていない」「整形に関して特に意見はないよ。本人が幸せであれば問題ないことだよ。ハリウッドでは皆がしていることなのに、僕だけが整形していると言われるのはフェアじゃない」と語っている。
また、「マイケル・ジャクソン裁判」の際、弁護側の証拠として提出された『マイケル・ジャクソンの真実』のカットシーンには「大きな怪我をしたんだ」と語っている姿が残されている。コマーシャル撮影中に頭部に負った重度の熱傷の治療に数年掛かっており、この際、皮膚再生治療として、頭皮の真皮を伸ばす治療を受けていたとも言われており、白斑の進行と同様に顔立ちの変化に影響したという説もあり、整形と言うより熱傷治療に伴う顔の変形を修復する形成の結果であったとする説もある。
彼が行ったとされる整形のほとんどが熱傷を負った後であることは父親であるジョセフ・ジャクソンが出演したCNNなどで認めている。マイケルは、顎の中裂に言及することは少なかった。しかしながら、彼は1988年の自伝「Moon Walk」と1986年のインタビューにて顎の手術について語っている。1986年のインタビューでは行った理由を「大人びて見える、成熟して見えるから」と語っている。
鼻の整形に関しては、幼少時、父親にマイケルの顔を見ては「なんだそのでかい鼻は。俺の家系（遺伝子）からではない」と散々罵倒された劣等感の反動からくる補償行為だとも言われている。また思春期にニキビが酷く、父親から「お前は醜い」などと言われ、鏡を見たくなかったと語ったこともある。普段は服装などに無頓着だったと言われているが、人前に出る時の自分の容姿については強い拘りがあったとも言われている。

マイケルの死後、20年来マイケルの担当だった皮膚科医アーノルド・クラインはCNNに出演し、以下のように語った。
マイケルの死後、マイケルと親交のあったユダヤ教の指導者（ラビ）シュムリー・ボティーチが、1999年から2001年の間にマイケルに行った30時間のインタビューテープを元に「The Michael Jackson Tape」を出版。マイケルはこの中で「老いることは醜い」と語っている。このテープには「テープでこんなことを言うのは避けたいけど」と言うマイケルの声も入っており、ボティーチがインタビューを録音することはマイケルも承知していたとわかる。当時、マイケル自身がイメージアップのために本の出版を希望していたが「マイケル・ジャクソン裁判」が始まり、マイケルの声を聞きたくないという風潮ができてしまったため、出版できなかった。マイケルの死後マイケルが再評価されている今ならマイケルの希望通りイメージアップができると考えての出版だと主張している。ボティーチは出演したCNNなどで「マイケルに美容整形を止めるよう忠告したがマイケルは聞き入れなかった。マイケルは私の忠告を疎ましく感じていたようだ」と語っている。

## 尋常性白斑

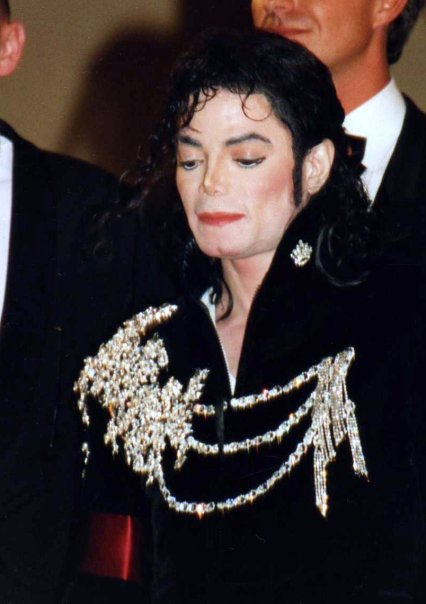
マイケル・ジャクソン（1997年）

「スリラー」の発売の頃からマイケルの肌は少しずつ白くなり始め、「デンジャラス」や「ヒストリー」の頃には完全に白くなった。これについては長年真相が語られることはなかったが、1993年のオプラ・ウィンフリー司会の特別番組『Michael Jackson Talks ... to Oprah』で、話題にしたくないと悲痛な表情を見せながらもマイケル本人が病気によるものであるとついに告白した。また死後の検死報告では尋常性白斑という名の病気であったということが証明されている。
2003年には狼瘡患者支援団体および研究機関へのチャリティーイベントに出席したこともある。死亡した時のマイケルは爪に色素が残っているのみであった。彼の亡くなる直前の皮膚の色は「純白」「蒼白」と呼ばれる類のものであり、明らかに白人とは異質の白さである。
マイケルが患っていたとされる病気は、尋常性白斑（vitiligo,vulgaris,しろなまず（白癜）、白皮）という父方の病気で、皮膚の色素の一部分が抜けて、それが徐々に広がっていく（全身に広がってしまうこともある）自己免疫疾患である。彼の父親はアフリカ系アメリカ人ではあるが、目が青いなど多少白人の血が混じっている。マイケルは天気の良い日には肌を守るため黒い傘をさしており、マスクを付けたりサングラスをかけることもしばしばである（ただしサングラスは症状が酷くなる前から愛用しており、シャイなマイケルが顔を隠すためという理由も大きい）。
初めのうちは黒いファンデーションで隠せる程度であったが、やがて隠せなくなりやむを得ず白いファンデーションを使うようになったという。「デンジャラス」を歌っている最中にズボンに白いファンデーションが付いてしまった映像もある。疑う声もあるが、マイケル・ジャクソンの1993年の性的虐待疑惑では性器の白斑が問題となっている。なお、この疑惑では結果的に少年の証言と実際にマイケルの性器にある白斑は一致しなかった。また、英デイリーメール紙がマイケルの足に尋常性白斑の患者にできる斑点・シミのようなものがある写真を掲載したことは、マイケルが皮膚病を患っている可能性を示すものとなった。
マイケル自身が「色素を破壊する肌の病気なんだ。父によると父方の遺伝らしい。僕だって悩んでいるけど自分ではコントロールできない。むしろ抑えようとしている。肌の色を均一にするメークも大変なんだ」と訴えたこともある。
また「僕はアフリカ系アメリカ人であることに誇りを持っている」とも発言している。進行し続ける白斑の問題は彼を悩ませ続けた。
マイケル・ジャクソン裁判の際も「彼は少なくとも1984年には尋常性白斑および全身性エリテマトーデスを患っていると診断されていた」と主張した。
尋常性白斑は一般的に顔面と手などに著しくその症状が出る。唇にもその症状が発生し、顔面と手の治療は困難だと言われている。マイケルがメークをしていた理由は紫外線によって発生する斑や皮膚癌から肌を守るためであった。マイケルの写真集などでも指先に白斑があることがわかるものがある。マイケルが右手に手袋などをしていたのは白斑を隠すためであったとも言われている。「マイケル・ジャクソン裁判」でマイケルの弁護をしたトーマス・メゼロウは「彼はシャツを脱いで私に背中を見せてくれた。彼の背中には茶色い斑点のようなものがあった」と語っている。
この病気の全世界での罹患率はおよそ0.5 -1%であり、罹患は人種・民族を問わず、男性より女性の発症率が高いことが疫学的に知られている。日本での認知度は低いが、2009年の日本の罹患率は1.68%である。原因としては免疫障害、自律神経障害、ストレスなどの説がある。本来免疫というのは体の外部から侵入してくる非自己（ウイルスなど）と自己を区別して、非自己を排除する働きをするのが一般的なのだが、自己であるはずのメラニン細胞を攻撃、破壊または機能が低下してメラニンを作れなくしてしまい、その結果、皮膚が色抜けして白くなるというもの。メラニンを作れなくなった細胞は紫外線に対し無防備になり、皮膚癌などを防ぐため日焼け止めを塗布するといった処置をしなければならない。治療法は、レーザー治療（白斑付近のメラニン細胞を刺激し白皮膚に色を甦らせる）、ドライアイス凍結療法、紫外線療法、外用薬などがある。また、体の50％以上に白斑が見られる患者の場合、モノベンゾンなどの塗り薬を正常な皮膚に塗布し残りの正常な皮膚から色素をぬ抜く方法（体の色を均一化）が取られることもある。

### 家系内発症
尋常性白斑は20 - 30%で家系内発症が見られているが、ジャクソン・ファミリーも同様である。マイケルの姉であるラトーヤ・ジャクソンも同様に尋常性白斑を患っており、マイケルの遺児であるプリンス・ジャクソンにも白斑があるのをパパラッチが捉えている。父・ジョセフ・ジャクソンによるとマイケルの叔母も白斑を患っているという。